# نادي برو باتاريا
نادي برو باتاريا (بالإيطالية: Aurora Pro Patria 1919)‏، نادي كرة قدم إيطالي يقع في مدينة بوستو أرسيتسيو في إيطاليا، تأسس عام 1919.
يلعب حاليا في Lega Pro Prima Divisione.